# ボリビアの国旗
ボリビアの国旗（ぼりびあのこっき）は、マヌエル・イシドロ・ベルス政権下の1851年10月31日に制定された。1888年7月14日には上院において正式に国章と国旗の使用について定められ、その第5条に次のように記された。
「国旗は水平方向に3つに分けられた帯をなし、その幅は等しく、色は一番上が赤、中央は金、一番下が緑とする。」
この3色は、それぞれ動物の王、鉱物の王、植物の王を意味する。8月17日が国旗の日とされている。
2004年7月19日に、上院で3種類の国民旗が決められた。市民旗は国旗と同一、政府旗はその中央にボリビアの国章を描いたもの、軍旗は中央の国章の左にオリーブの枝を、右に月桂樹の枝を丸くあしらったものである。さらに、ボリビア海軍の旗は、青の余白を大きく付けて9個の金色の星で飾ったものである。この9つの星はボリビアの9つの県を示している。加えて余白の中央には大きな金の星が一つ描かれるが、これは失った土地であるリトラル県を示し、この太平洋への出口を取り戻すことへの希望を表している。（太平洋戦争 (1879年-1884年)参照）

用途別の旗
? 政府旗
? 軍旗
? 軍艦旗
? 海軍用国籍旗
? 縦横比2:3の別タイプ（市民旗）
? 縦横比2:3の別タイプ（政府旗）
ウィファラ。先住民の象徴として憲法に国旗・国歌と同等の扱いが規定されている。

## 歴史
ボリビア共和国は1825年に独立を宣言した。この時、「下級旗 (Bandera Menor)」と「上級旗 (Bandera Mayor)」と呼ばれていた2種類の旗が使われた。これらは現在では国民旗と政府旗に対応する。どちらの旗も1:2:1の比率で水平に分けられた3つの帯を持ち、上下が緑色で中が赤であった。国民旗のほうは赤い帯の中央に黄色の星とそれを取り囲むようにオリーブと月桂樹の枝が左右に描かれている。上級旗のほうは星と枝の絵が5個描かれている。これは当時の5つの県を表している。
1826年7月25日には、黄色が加わった3色の同幅の帯の国旗に変更された。政府旗はその中央に国章が描かれたものになった。この旗は1851年10月31日に現行の国旗にあらためられるまでの間用いられた。なお、1836年から1839年にかけては、この旗はペルーボリビア連合内でボリビア領を示すために用いられた。

歴史的な旗
?1785年までの旗
?1785年の旗
?1785年 - 1825年
? 下級旗 (1825年-1826年)
? 上級旗 (1825年-1826年)
? 下級旗 (1826年-1851年)
? 上級旗 (1826年-1851年)

## 各県の旗

ベニ県の旗
チュキサカ県の旗
コチャバンバ県の旗
ラパス県の旗
オルロ県の旗
パンド県の旗
ポトシ県の旗
サンタクルス県の旗
タリハ県の旗

## ボリビア国旗に類似した旗
赤・黄・緑の三色は汎アフリカ色と呼ばれ、アフリカ大陸の諸国で幅広く使用されている。
| 旗 | 国・地域                                                                                       | ボリビア国旗との違い                                                               |
| -- | ---------------------------------------------------------------------------------------------- | ---------------------------------------------------------------------------------- |
|    | ガーナの国旗                                                                                   | 縦横比が異なる、星が描かれている                                                   |
|    | エチオピア帝国の国旗（-1974年）                                                                | 色の順、および縦横比が異なる、中央部にユダヤの獅子が描かれている                   |
|    | 社会主義エチオピア・エチオピア人民民主共和国（1975年-1987年）・エチオピア(1991年-1995年)の国旗 | 色の順、および縦横比が異なる                                                       |
|    | エチオピア人民民主共和国(1987年-1991年)の国旗                                                  | 色の順、および縦横比が異なる、中央部にエチオピア人民民主共和国の国章が描かれている |
|    | エチオピア連邦民主共和国の国旗                                                                 | 色の順、および縦横比が異なる、中央部に国章が描かれている                           |
|    | ビルマ国（1943年 - 1945年）の国旗                                                              | 色の順、および縦横比が異なる、中央部に円形の紋章が描かれている                     |
|    | ミャンマー連邦共和国の国旗（2010年 - ）                                                        | 色の順、および縦横比が異なる、白い星が描かれ、ボリビアの国旗に比べ色が薄い         |
|    | リトアニアの国旗（2004年）                                                                     | 色の順、および縦横比が異なる                                                       |
|    | ミャンマー・シャン州の旗                                                                       | 色の順、および縦横比が異なる                                                       |
|    | コロンビア・ボリーバル県の旗                                                                   | 色の順、および縦横比が異なる                                                       |
|    | アフリカ諸国連合の旗                                                                           | 縦横比が異なる、星が描かれている                                                   |
|    | ポーランド・西ポモージェ県・ウォベスの旗                                                       | 色の順、および縦横比が異なる                                                       |
|    | クルディスタン亡命議会の旗                                                                     | 色の順、および縦横比が異なる                                                       |
|    | ヤズィーディーの旗                                                                             | 色の順、および縦横比が異なる                                                       |